# Aleksandr Tichonov (sciatore)
Aleksandr Ivanovič Tichonov (in russo Александр Иванович Тихонов?, traslitterazione anglosassone Aleksandr Ivanovich Tikhonov; Ujskoe, 2 gennaio 1947) è un dirigente sportivo, politico ed ex biatleta russo che gareggiò per l'Unione Sovietica.

## Biografia

### Carriera agonistica
Nel corso della sua carriera sportiva, dal 1967 al 1980, ha conquistato quattro ori olimpici e undici iridati. Ai XIII Giochi olimpici invernali di Lake Placid 1980 fu portabandiera dell'Unione Sovietica.

### Carriera dirigenziale
Dal 1996 al 2008 è stato presidente della Federazione di biathlon della Russia. Nel maggio del 2002 Tichonov è stato eletto vicepresidente dell'International Biathlon Union; da quello stesso anno risiede in Austria.

### Carriera politica
Nel 1999 concorse senza successo per la carica di governatore dell'obalst' di Mosca, venendo sconfitto da Boris Gromov.

### Vicende giudiziarie
In Russia, nel 2000 fu accusato, assieme al fratello Viktor e all'imprenditore Michail Živilo, di aver progettato l'assassinio del governatore dell'obalst' di Kemerovo, Aman Tuleev. La sua posizione processuale fu in seguito separata da quella degli altri imputati a causa della sua residenza in Austria; il 23 luglio 2007 è stato riconosciuto colpevole e condannato a tre anni di prigione, ma ricevette un'immediata amnista, tanto da non essere mai tratto in arresto.

## Palmarès

### Olimpiadi
- 5 medaglie:
  - 4 ori (staffetta a Grenoble 1968; staffetta a Sapporo 1972; staffetta a Innsbruck 1976; staffetta a Lake Placid 1980)
  - 1 argento (individuale a Grenoble 1968)

### Mondiali
- 17 medaglie:
  - 11 ori (individuale, staffetta a Zakopane 1969; individuale, staffetta a Östersund 1970; staffetta a Hämeenlinna 1971; individuale, staffetta a Lake Placid 1973; staffetta a Minsk 1974; sprint ad Anterselva 1976; sprint, staffetta a Vingrom 1977)
  - 4 argenti (staffetta ad Altenberg 1967; individuale a Hämeenlinna 1971; staffetta ad Anterselva 1975; individuale[3] a Ruhpolding 1979)
  - 2 bronzi (individuale a Vingrom 1977; staffetta a Ruhpolding 1979)

### Campionati sovietici
- 14 titoli nazionali in carriera[2]